# 松井みどり (美術評論家)
松井 みどり（まつい みどり）は、日本の美術評論家。国内外の美術学術誌や企画展カタログに同時代の日本や英米の現代美術の潮流や作家について論文を寄稿している。

## 経歴
上智大学文学部英文科を卒業後、東京大学大学院人文社会系研究科に進み、1989年に英文科学を博士課程後期満期退学した。
1991年より、東北大学大学院国際文化研究科助教授となる（2000年まで）。この間、1997年にプリンストン大学大学院博士課程で比較文学の博士号を取得する。
2022年現在は多摩美術大学非常勤講師を務める。

## 著作
- 『アート "芸術"が終わった後の"アート"』朝日出版社〈カルチャー・スタディーズ〉、2002年
- 『マイクロポップの時代 夏への扉 the new generation of Japanese artists』（著・企画） パルコエンタテインメント事業局、2007年
- 『ウィンター・ガーデン　日本現代美術におけるマイクロポップ的想像力の展開』美術出版社、2009年
- Japan : rising / edited by Michael Rush ; contributions by Midori Matsui ... [et al.].Palm Beach Institute of Contemporary Art,c2003.（共著）
- Yoshitomo Nara : nobody’s fool / [curators] Melissa Chiu and Miwako Tezuka ; with contributions from Midori Matsui, Michael Wilson, and Hideki Toyoshima. Abrams 2010（共著）

## 企画
- 「ウィンター・ガーデン:日本現代美術におけるマイクロポップ的想像力の展開」展（2009年、原美術館）
- 「夏への扉　マイクロポップの時代」展（2007年、水戸芸術館現代美術センター）[2]